# いのちの再建弁護士 会社と家族を生き返らせる
『いのちの再建弁護士 会社と家族を生き返らせる』（いのちのさいけんべんごし かいしゃとかぞくをいきかえらせる）は、村松謙一の書籍である。2012年3月9日に単行本、2019年4月24日に文庫本がKADOKAWAから発売された。
2019年7月期にテレビ東京系「ドラマBiz」でテレビドラマ化された。

## 概要
現役の企業再建専門弁護士である村松によるノンフィクション作品で、これまでに村松が手掛けた30年以上におよぶ会社再建への道筋を描く。著者の村松は修習生時代に会社再建専門の弁護士になると決めてから30年以上、これまで長崎屋や佐川急便などの有力企業から、地域に根ざす個人商店まで100社以上の企業を倒産から救っており、企業再建の意義について「会社の生死は経営者や従業員の命に繋がっているから100%再生する必要がある」と説き、会社再生を人間の救済と捉えて、2019年時点でも企業再建のために心血を注いでいる。

## 書誌情報
- 単行本：2012年3月9日発売、KADOKAWA〈角川書店〉、ISBN 978-4-04-110151-3[1]
- 文庫本: 2019年4月24日発売、KADOKAWA〈角川文庫〉、ISBN 978-4-04-108153-2[2]

## テレビドラマ
『リーガル・ハート 〜いのちの再建弁護士〜』（リーガル・ハート いのちのさいけんべんごし）のタイトルで、2019年7月22日から9月2日まで毎週月曜22時 - 22時54分にテレビ東京系「ドラマBiz」で放送された。主演は反町隆史。

### キャスト
- 村越誠一（弁護士・村越法律事務所） - 反町隆史
- 永井茜（村越法律事務所・経理担当） - 小池栄子[6]
- 池田伸司（村越法律事務所・事務員） - 堀井新太[6]
- 武藤（新人弁護士） - 坂口涼太郎
- 村越麻由（正の姉） - 田畑志真
- 村越正（誠一の息子） - 水沢林太郎
- 山本多喜子（祥子の母） - 松本留美
- 村越祥子（誠一の妻） - 和久井映見[7]
- 米倉正臣（大手法律事務所代表） - 橋爪功[6]

#### ゲスト
第1話
- 山谷護（網代中央水産 社長） - 石黒賢
- 山谷千佳（山谷の妻） - 高橋ひとみ
- 滝口（網代中央水産 従業員） ‐ 笠原秀幸
- 塚田（網代中央水産 経理部長） - 内藤トモヤ
- 柴田（網代中央水産 従業員） ‐ 田口主将
- 浅井（富士中央銀行 行員） ‐ 金井勇太
- 佐々木原（富士中央銀行 審査部長） - 髙嶋政宏

第2話
- 花塚千束（永井茜の旧友） - 矢田亜希子
- 河合聡子（河合楼 女将） - 銀粉蝶
- 河合寿治（河合楼 取締役） - 有福正志
- 花塚大地（千束の夫） - 石井テルユキ

第3話
- 宅磨譲司（老舗呉服屋「なみの」役員） - 徳重聡
- 波野愛子（老舗呉服屋「なみの」役員、波野公介の姉） - 堀内敬子
- 波野公介（老舗呉服屋「なみの」社長） - 須田邦裕

第4話
- 水橋大介（株式会社MIZUHASHI社長） - 林泰文
- 井上純夏（株式会社MIZUHASHI社員） - 松井玲奈
- 桜田智也（純夏の婚約者） - 渋谷謙人

第5話
- 立木義徳（立木ホテルの経営者） - 小野寺昭
- 立木健（立木義徳の息子） - 和田正人
- 立木美代子（立木義徳の妻） ‐ 三谷侑未
- 海野正孝（スマイルホーミング 開発部長） ‐ 阪田マサノブ
- 立木繁（立木義徳の兄） - 寺田農

第6話・最終話
- 早川菜津子（老人介護施設の運営会社「つむぎの丘」社長） - 仙道敦子
- 宇治川剛志（村越との過去に因縁を持つ相手側の弁護士） - 升毅
- 坪井（宇治川の部下） - 武田航平
- 榎本洋子（「つむぎの丘」の創業家一族の女帝） - 田島令子
- 榎本宏光（榎本洋子の息子） - 天野浩成
- 下辺（榎本家 秘書） - 水橋研二
- 早坂（破産再生部 裁判官） - 長谷川公彦
- 沼田（裁判官） - 尾崎右宗（第6話のみ）

### スタッフ
- 原作 - 村松謙一『いのちの再建弁護士 会社と家族を生き返らせる』（角川文庫 / KADOKAWA刊）
- 脚本 - 西荻弓絵
- 監督 - 西浦正記、池辺安智、楢木野礼
- 音楽 - 吉川慶
- 主題歌 - 水谷果穂「朝が来るまで」（ワーナーミュージック・ジャパン）[12]
- 法律監修 - 柴原多、村上達明
- 銀行関連監修 - 徳永貴則
- 脚本取材協力 - 川崎健一郎
- CG - デジデリック
- 技術協力 - ビデオスタッフ
- 美術協力 - フジアール
- 照明協力 - ザ・ホライズン
- ポスプロ - 共同テレビジョン
- 制作管理 - イン・ナップ
- チーフプロデューサー - 浅野太（テレビ東京）
- プロデューサー - 中川順平（テレビ東京）、小松幸敏（テレビ東京）、浅野澄美（FCC）、三田真奈美
- 制作協力 - フジクリエイティブコーポレーション
- 製作著作 - テレビ東京

### 放送日程
| 話数   | 放送日  | ラテ欄 | 監督     | 視聴率 |
| ------ | ------- | --- | -------- | ------ |
| 第1話  | 7月22日 | 0.01%希望ある限り絶対に諦めない…スーパー熱血弁護士! 倒産から家族を守れ…借金20億を8割カット“奇跡”の大逆転!! | 西浦正記 | 5.4%   |
| 第2話  | 7月29日 | いのちの再建弁護士 新旧女将バトル! 負債10億老舗旅館を救え                                                  | 池辺安智 |        |
| 第3話  | 8月05日 | いのちの再建弁護士 女性を騙すイケメン“反社”撃退作戦!                                                       | 西浦正記 |        |
| 第4話  | 8月12日 | いのちの再建弁護士 リミット48時間…逃亡ダメ社長VS3人の妻                                                    | 池辺安智 |        |
| 第5話  | 8月19日 | いのちの再建弁護士 逆転!? 崖っぷちホテル 父子の最期の願い…                                                 | 楢木野礼 |        |
| 第6話  | 8月26日 | 最終章! 弁護士生命の危機…株金1億9000万円狙う因縁の強敵                                                     | 西浦正記 |        |
| 最終話 | 9月02日 | 強欲セレブと激突! 訴えられた弁護士 賠償金2億法廷バトル 支えた亡き娘の約束                                  | 西浦正記 |        |

- 第1話は21時 - 22時48分の2時間スペシャルの放送。

| テレビ東京系 ドラマBiz                                | テレビ東京系 ドラマBiz                                             | テレビ東京系 ドラマBiz                            |
| 前番組                                                | 番組名                                                             | 次番組                                            |
| ----------------------------------------------------- | ------------------------------------------------------------------ | ------------------------------------------------- |
| スパイラル〜町工場の奇跡〜 （2019年4月15日 - 6月3日） | リーガル・ハート 〜いのちの再建弁護士〜 （2019年7月22日 - 9月2日） | ハル〜総合商社の女〜 （2019年10月21日 - 12月9日） |